# 蒸水蛋
，又称蛋羹、鸡蛋羹、鸡蛋糕，為中國烹饪中常見的小菜。各地做法细节均有所不同，一般而言，蒸水蛋应先将雞蛋打散成蛋液，加入调味料如鹽或酱油和饮用水一起攪勻蒸熟後，浇上熟油或葱花即可享用。
蒸水蛋对蒸制的时间要求比较苛刻，过久的蒸制会形成蜂窝状气泡、蒸熟後晾凉後再蒸，都會丧失滑嫩口感。蒸水蛋可以隨時揭開撿查成果。可揭蓋看多幾次及搖它幾下，蛋液已經凝固堅實表示蒸水蛋已熟。
常见的蒸蛋烹饪方式：
- 石灰蒸蛋
加入熟石灰帮助蒸蛋凝固。
- 肉饼蒸蛋
加入肉泥、肉饼一并蒸熟
- 蛤蜊蒸蛋、蝦仁蒸蛋、皮蛋蒸蛋
在蒸蛋快熟时加入蛤蜊、虾仁或皮蛋